# North Stork
North Stork är en bergstopp i Antarktis. Den ligger i Västantarktis. Argentina, Chile och Storbritannien gör anspråk på området. Toppen på North Stork är 250 meter över havet. North Stork ingår i Princess Royal Range.
Terrängen runt North Stork är kuperad åt nordväst, men åt sydost är den platt. Havet är nära North Stork söderut. Trakten är glest befolkad. Närmaste befolkade plats är Rothera Research Station, 5,4 km söder om North Stork.